# Fachwerkhaus auf dem Erbhof Blaurock

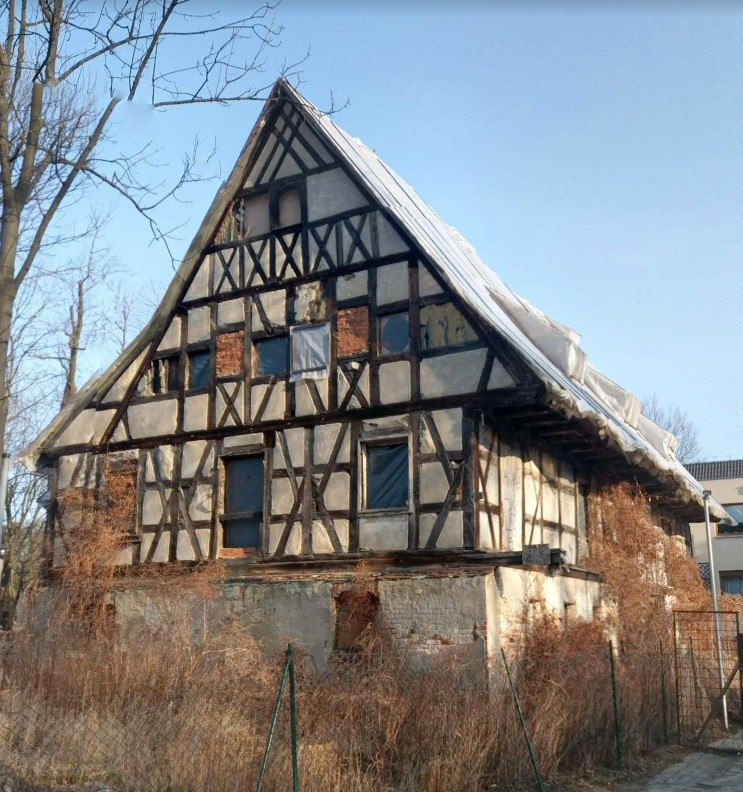
Fachwerkhaus auf dem Erbhof Blaurock (2020)

Das Fachwerkhaus auf dem Erbhof Blaurock (polnisch Dworek Oporowski, auch Dwór szachulcowy w Oporowie) befindet sich in Oporów (deutsch Opperau), das 1951 nach Breslau eingemeindet wurde. Das Haus gilt als der älteste erhaltene Fachwerkbau Schlesiens.

## Geschichte
Das seit 1201 belegte Dorf Opperau gehörte zunächst dem Kloster Leubus und gelangte später an das Breslauer Domkapitel, in dessen Besitz es bis zur Säkularisation in Preußen 1810 verblieb.
Das Gebäude wurde Mitte des 16. Jahrhunderts als repräsentatives Fachwerkhaus für den bischöflichen Verwalter des Erbhofs errichtet. Später wurde es vermutlich nach einem Besitzer auch als „Erbhof Blaurock“ bezeichnet. 1937/38 wurde es umfassend und denkmalgerecht renoviert.
Nach dem Übergang an Polen infolge des Zweiten Weltkriegs 1945 wurde das Gebäude dem Verfall preisgegeben. Nach der Politischen Wende von 1989 wurde es notdürftig gesichert. 1997 wurde ein Steinportal entwendet.